# Priestess
Priestess är en kanadensisk Hårdrockgrupp bildad 2003 i Montréal, Québec. Deras låt "Lay Down" är med i Guitar Hero III: Legends of Rock.

## Medlemmar
- Mikey Heppner - Sång, gitarr.
- Mike Dyball - Bas.
- Vincenzo Nudo - Sång, trummor.
- Dan Watchorn - Sång, gitarr.

## Diskografi

### Album
- Hello Master (2006)
- Prior to the Fire (2009)

### Singlar
- "Run Home" (2006)
- "Lay Down" (2006)
- "Talk To Her" (U.S. Mainstream Rock #33) (2006)
- "Blood" (2007)
- "I Am The Night, Colour Me Black" (2007)